# Куреговское (сельское поселение)
Куре́говское — упразднённое муниципальное образование со статусом сельского поселения в составе Глазовского района Удмуртии.
Административный центр — деревня Курегово.
Законом Удмуртской Республики от 29.04.2021 № 38-РЗ упразднено в связи с преобразованием муниципального района в муниципальный округ.

## Население
| 2010 | 2012 | 2013 | 2014 | 2015 | 2016 | 2017 |
| ---- | ---- | ---- | ---- | ---- | ---- | ---- |
| 965  | ↗970 | ↗978 | ↘947 | ↘944 | ↘908 | ↘869 |
| 2018 | 2019 | 2020 |      |      |      |      |
| ↘812 | ↘756 | ↘736 |      |      |      |      |

## Состав
В состав сельского поселения входят 9 населённых пунктов:
- деревня Курегово;
- деревня Долгоево;
- деревня Кабаково;
- деревня Коротаево;
- деревня Кортышево;
- деревня Мыртыково;
- деревня Самки;
- деревня Тагапи;
- деревня Чиргино.